# Sayed Mohamed (Fußballspieler, 2000)
Sayed Mohamed Abdallah Gadelrab (arabisch سيد محمد نيمار, * 12. Januar 2000 in Gizeh) ist ein ägyptischer Fußballspieler. 

## Karriere
Sayed Mohamed erlernte das Fußballspielen in der Jugendmannschaft von al Zamalek SC in der ägyptischen Hauptstadt Kairo. Von der U21-Mannschaft wurde er von Mai 2019 bis November 2019 an den thailändischen Zweitligisten Ubon UMT United ausgeliehen. Für den Verein aus Ubon Ratchathani absolvierte er 14 Zweitligaspiele und schoss dabei sechs Tore. Nach der Ausleihe kehrte er nach Kairo zurück. Seit dem 1. September 2021 gehört er zum Kader der ersten Mannschaft vom al Zamalek SC. Der Verein spielt in der ersten ägyptischen Liga, der Egyptian Premier League. Am Ende der Saison 2021/22 feierte er mit dem Verein die ägyptische Meisterschaft. Den CAF Confederation Cup gewann er mit dem Verein 2024. Im Finale besiegte man den marokkanischen Vertreter RS Berkane. Im Oktober 2024 wechselte er auf Leihbasis zum Ligakonkurrenten National Bank of Egypt SC.

## Erfolge
al Zamalek SC
- Ägyptischer Meister: 2021/22
- CAF Confederation Cup-Sieger: 2023/24